# Cleyera ternstroemioides
Cleyera ternstroemioides är en tvåhjärtbladig växtart som först beskrevs av Otto Christian Schmidt, och fick sitt nu gällande namn av Clarence Emmeren Kobuski. Cleyera ternstroemioides ingår i släktet Cleyera, och familjen Pentaphylacaceae. Inga underarter finns listade i Catalogue of Life.